# Kiyoshi Ōkuma
Kiyoshi Ōkuma (jap. 大熊 清, Ōkuma Kiyoshi; * 21. Juni 1964 in der Präfektur Saitama) ist ein ehemaliger japanischer Fußballspieler und -trainer.

## Karriere
Ōkuma erlernte das Fußballspielen in der Schulmannschaft der Saitama Urawa Minami High School und der Universitätsmannschaft der Chūō-Universität. Seinen ersten Vertrag unterschrieb er 1987 bei Tokyo Gas (heute: FC Tokyo). Ōkuma spielte von 1987 bis 1992 in der 1. Mannschaft und war im Zeitraum von 1994 bis 2001, sowie von 2010 bis 2011 der Cheftrainer des Vereins. 1998 wurde er mit dem Verein Meister der Japan Football League und stieg mit ihm in die J2 League auf. 1999 wurde er mit dem Verein Vizemeister der J2 League und stieg durch den Erfolg in die J1 League auf. Von 2002 bis 2005 trainierte Ōkuma die U-20-Juniorinnennationalmannschaft Japans, und von 2006 bis 2010 die erste japanische Nationalmannschaft als Co-Trainer. 2010 kehrte er nach FC Tokyo zurück. 2010 stieg er mit dem Verein in die J2 League ab, doch ein Jahr später feierte er mit Tokyo die Meisterschaft der zweiten Liga und stieg direkt wieder in die J1 auf. 2011 gewann er mit dem Verein den japanischen Kaiserpokal. Außerdem übernahm Ōkuma mehrfach die Rolle des technischen Direktors sowie des Sportdirektors in mehreren japanischen Vereinen.